# Religiöse Feste der Jesiden
Religiöse Feste der Jesiden sind periodische religiöse Feste, das heißt Feste, die alljährlich von Jesiden gefeiert werden. Man unterscheidet feste Feiertage, die immer an einem bestimmten Tag des julianischen Solarkalenders oder einer bestimmten Jahreszeit stattfinden, und bewegliche Feiertage, die sich am islamischen Lunarkalender und islamischen Festtagen orientieren. Zu den wichtigsten jesidischen Feiertagen gehören Neujahr, das Versammlungsfest und das Ezid-Fest. Viele der jesidischen Feiertage haben einen Bezug zu Melek Taus und/oder Scheich ʿAdī, dem Hauptheiligen der Jesiden.

Pilger in Lalisch anlässlich des jesidischen Neujahresfestes 2017

## Feste Feiertage im Solarkalender und Jahreskreislauf

### Neujahr

Jesidinnen feiern das Jesidische Neujahrsfest in Lalisch, Nordirak. (2017)

Pilger in Lalisch anlässlich des jesidischen Neujahresfestes 2017

Das Neujahrsfest der Jesiden – auch Çarşema Sor (Roter Mittwoch) oder Çarşema Serê Nîsanê (Erster Mittwoch im April) genannt. – wird stets am ersten Mittwoch im April nach julianischem Kalender, also Mitte April nach gregorianischem Kalender gefeiert. Nach jesidischem Glauben wurde Melek Taus an diesem Tag von Gott auf die Erde herabgesandt mit dem Auftrag, sie bewohnbar zu machen. Bis dahin war die Erde, die von Gott als eiförmiger Stein geschaffen worden war, vollständig von Eis bedeckt. Melek Taus brach also das Eis und schmückte die Erde mit Blumen und Pflanzen. Daher schmücken die Jesiden zum Neujahrsfest ihre Häuser mit Blumen, Pflanzen und bunt gefärbten Eiern. Gefärbte Eier werden außerdem an die Kinder ausgegeben und Spiele gespielt, zum Beispiel das Aneinanderschlagen von zwei Eiern, wobei die Person, deren Ei zuerst bricht, der anderen Person einige der eigenen Eier abgeben muss. Bänder in den Farben rot, gelb, weiß und grün werden geflochten und entweder als Armband oder Zopfbinde getragen.
Bereits am Tag vor Neujahr werden Tiere geschlachtet und davon werden besondere Speisen zubereitet, die vom zuständigen Pîr gesegnet werden. Am Tag des jesidischen Neujahrsfestes besuchen Frauen die Gräber der Verstorbenen und legen verschiedene Nahrungsmittel darauf. Sie werden dabei von Qewals begleitet, die Musik spielen.
Da das jesidische Neujahrsfest eng mit der Natur verbunden ist, hat es auch für Landwirte große Bedeutung: Sie gehen an diesem Tag auf ihre Felder und verzehren dort ein spezielles Brot namens Sawuk und hartgekochte Eier, wobei sie Brotkrumen und Eierschalen auf der Erde verteilt zurücklassen als Zeichen für die Fruchtbarkeit des Landes. Auch in Lalisch werden Tiere am Vortag des Neujahrsfestes geschlachtet, Eier für die Gläubigen gefärbt und die Heiligtümer mit Blumen und bunten Eiern geschmückt. Nach Einbruch der Dunkelheit finden sich der Baba Scheich und andere Geistliche im inneren Vorhof des Heiligtums von Scheich ʿAdī ein, wo sie Öllampen entzünden und Litaneien rezitieren. Eine kleine Prozession wird vom Eingang des Heiligtums zu einem kleinen rechteckigen Schrein gegenüber dem Eingang abgehalten. Am nächsten Tag, dem Neujahrsfest, treffen sich die religiösen Würdenträger und Pilger erneut im inneren Vorhof des Heiligtums. Hierbei wird eine weitere Zeremonie durchgeführt: In die Mitte des Hofes wird ein metallenes Becken gestellt, das mit heiligem Wasser der Quelle Zemzem gefüllt wird. Während Gebete gesprochen werden, wird ein Banner von Melek Taus in dieses Wasser eingetaucht und anschließend auf einem Podest gehisst. Die angereisten Pilger verneigen sich vor dem Banner, legen Gelübde ab und küssen die Hände der Geistlichen. Von diesem jesidischen Neujahrsfest ist das Frühlingsfest Nouruz zu unterscheiden, das am 21. bzw. 22. März begangen und auch von einigen Jesiden gefeiert wird.

### Tawāf

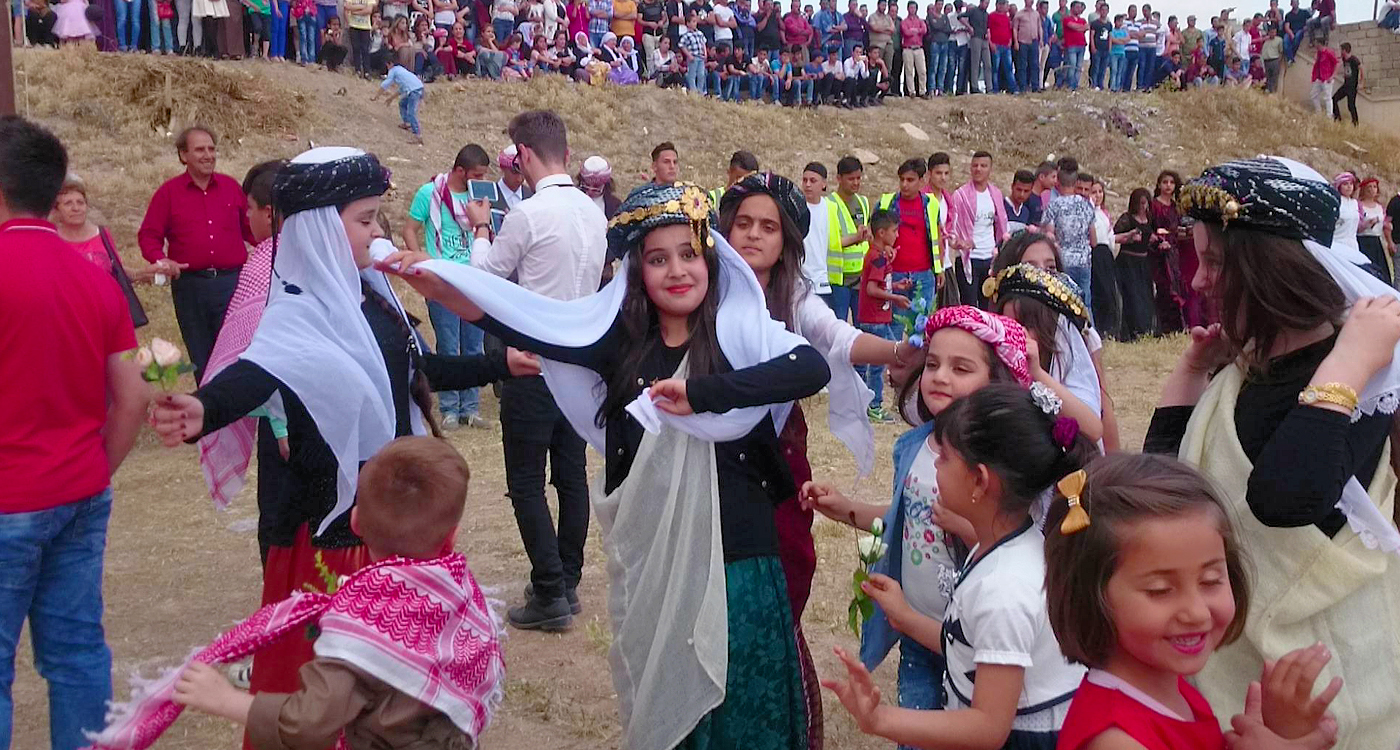
Jesiden in Baschiqa zelebrieren das jesidische Fest Tawāf.

Vor allem im Schaichān-Gebiet im Nordirak, aber auch in Syrien gibt es in und um jesidische Dörfer zahlreiche lokale Heiligtümer. Diese können entweder einem Dorfheiligen geweiht sein, wie beispielsweise Gräber, es finden sich aber auch verborgene Höhlen, große Bäume und andere natürliche Gegenstände, die als heilig betrachtet werden. Im Frühling – im Irak vor allem im heiligen Monat April und in Syrien überwiegend von April bis Juni – wird an einem festgelegten Tag ein sogenannter Tawāf, ein alljährliches Fest zu Ehren des Heiligen bzw. Heiligtums, abgehalten. Es zeichnet sich besonders durch die ausgelassene Stimmung, Tanz und gemeinsame Mahlzeiten aus. Da hierzu auch Jesiden aus anliegenden Dörfern und Regionen anreisen, stellt ein Tawāf ein wichtiges gesellschaftliches Ereignis dar.

### Vierzig Tage im Sommer und Vierzig Tage im Winter
Die „Vierzig Tage im Sommer“ (kurdisch Čella-yē hāvīnān) bezeichnen eine vierzigtägige Fastenzeit, die am 10. Juni nach Julianischem Kalender (also am 23. Juni nach Gregorianischem Kalender) beginnt. An diesem Tag treffen sich eine Reihe jesidischer Würdenträger in Lalisch, wo sie drei Tage lang fasten. Anschließend kehren sie zu sich nach Hause zurück, wo sie das Fasten fortsetzen. Einige Tage vor Ende der vierzigtägigen Fastenzeit kommen die Würdenträger, diesmal auch begleitet von Laien, zurück nach Lalisch, wo das Ende der Fastenzeit mit Feierlichkeiten begangen wird. Hierzu wird ein Bulle zu Ehren von Scheich Schams geopfert, Taufen werden durchgeführt, ein heiliger Tanz namens Sama wird aufgeführt und eine heilige Mahlzeit aus Fleisch und Getreide, Simat, wird verteilt. Einigen Quellen zufolge werden diese Feierlichkeiten am Ende der „Vierzig Tage im Sommer“ auch Scheich-ʿAdī-Fest genannt. Abgesehen von den geistlichen Würdenträgern, ist das Einhalten des vierzigtägigen Sommerfastens keine Pflicht und wird nur von wenigen Laien durchgeführt, die dafür sehr hohes Ansehen genießen. Entsprechend der Vierzig Tage im Sommer ist im Jesidentum auch eine vierzigtägige Fastenzeit im Winter, die „Vierzig Tage im Winter“ (kurdisch Chile Zivistane), bekannt. Beide Fastenzeiten gehen der Tradition gemäß auf Scheich ʿAdī zurück.

### Ṭawûs geran

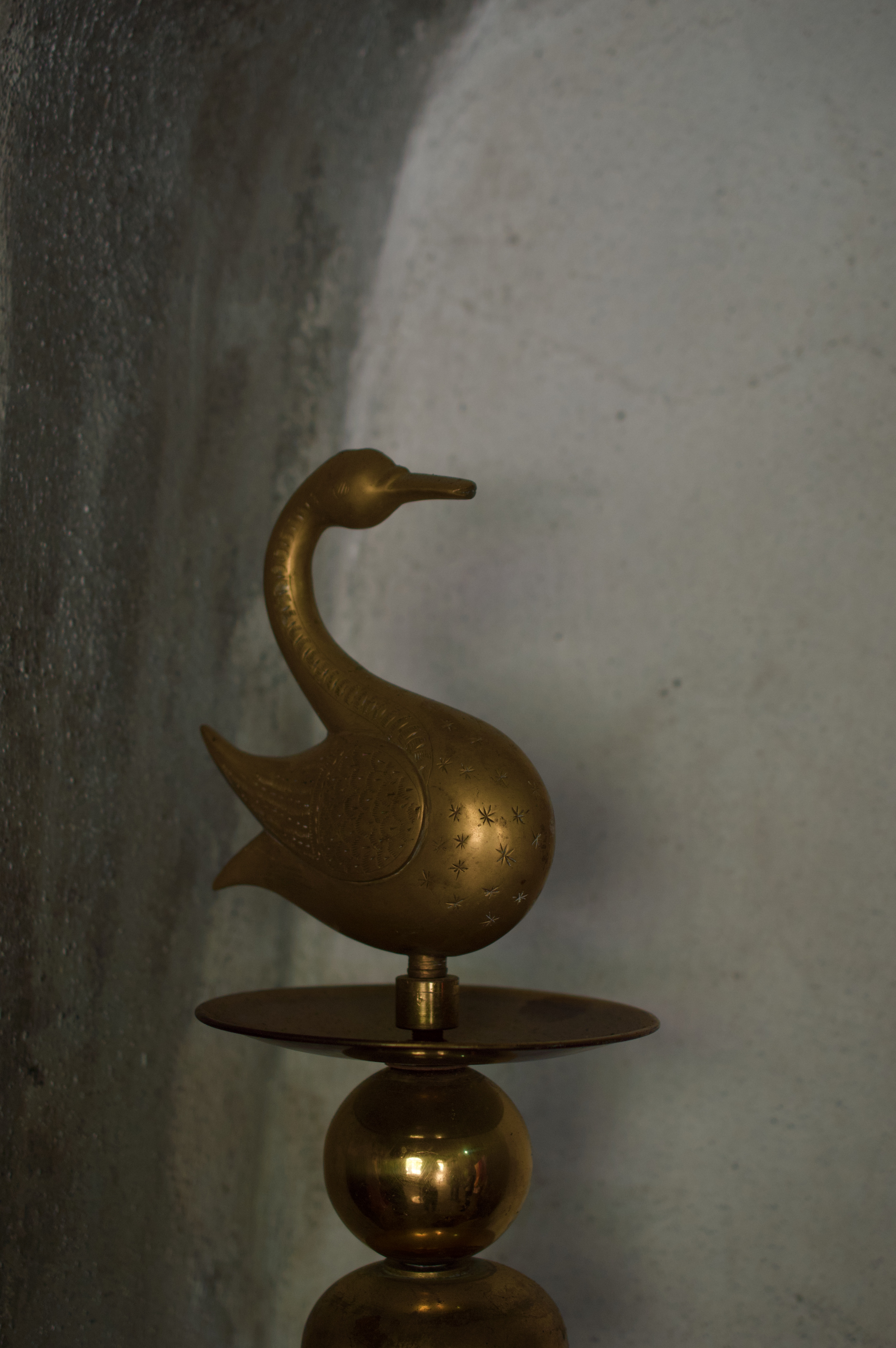
Statue von Melek Taus in einem Heiligtum für Khiz Rahman in Baadre

Melek Taus, der bedeutendste Engel im Jesidentum, wird in der Regel in Gestalt eines Pfaus dargestellt. Besondere Bedeutung haben bzw. hatten dabei Bronzestatuen in Form des Pfaus, die als ṭawûsên (Sg. ṭawûs) oder auch als sencaqên (Sg. sencaq) bezeichnet werden. Von diesen besonderen Bronzestatuen, die Melek Taus verkörpern, existierten bis vor dem Ersten Weltkrieg sieben Exemplare. Jedem der sieben jesidischen Siedlungsgebiete war ursprünglich ein sencaq zugeteilt, wie Dulz darlegt: „Ṭawûsê Êzîdî oder Ṭawûsê Anzal für das Sheikhan-Gebiet ist der bedeutendste sencaq. Weitere sind Ṭawûsê Şingarê oder Ṭawûsê Bizarb für das Sinjar-Gebiet, Ṭawûsê Ḥelebê für die syrisch-kurdischen Gebiete, Ṭawûsê Xaltîyê für die türkisch-kurdischen Gebiete, Ṭawûsê zozane li devera Hekkarîyê für das Hakkari-Gebiet, Ṭawûsê Moskoyê für Armenien und Georgien, Ṭawûsê Tabrîzê für die iranisch-kurdischen Gebiete.“ Vermutlich existieren heute noch vier sencaqên, die sich in der Obhut des Mīrs, des weltlichen Führers der Jesiden, befinden. Jedes Jahr werden sie während der Feierlichkeiten am Ende der „Vierzig Tage im Sommer“ verschiedenen Qewals übergeben. Diese bringen sie dann zum Heiligtum Scheich ʿAdīs, wo sie mit heiligem Wasser aus der Quelle Zemzem gewaschen und anschließend mit Olivenöl eingerieben werden. Dieser Zeremonie wohnen verschiedene Geistliche bei. Danach beginnt der sogenannte Ṭawûs geran (wörtlich: den Pfau herumführen), eine alljährliche Tour, bei der die Qewals die sencaqên während des Sommers und Herbstes in jesidische Gemeinden der entsprechenden jesidischen Siedlungsgebiete bringen. Aufgrund der heutigen politischen Grenzen und Umstände wird der Ṭawûs geran nur noch im Sheikhan- und Sindschar-Gebiet, also mit Ṭawûsê Êzîdî und Ṭawûsê Şingarê, regelmäßig durchgeführt. Wie der Besuch der Qewals mit dem sencaq in den jesidischen Gemeinden im Einzelnen abläuft, beschreibt Kizilhan sehr ausführlich:

„Bevor die Statuen des Tausî Melek in die Dörfer getragen werden, wird ein Kurier geschickt, der den Dorfbewohnern die heiligen Steine (Berat) von Lalish mitbringt und verteilt und sie gleichzeitig davon unterrichtet, daß die Statuen des Tausî Melek kommen werden. Beim Erreichen des Dorfes spielen die Qewals ihre Trommeln und Flöten, während die erwachsenen Frauen »Hol hola Tausî Melek e« rufen (Herrlichkeit dem Tausî Melek). Dann wird entschieden, in welchem Haus die Statuen ausgestellt werden: In der Regel dort, wo die Besitzer am meisten zahlen. Auf dem Weg zum Haus wird dann weiter Musik gespielt. Die Dorfbewohner küssen als erstes die Statue von oben nach unten. Der Hausherr bewirtet die Dorfbewohner und zahlt sein Xêr (Kher), seine Almosen. Wenn alle Platz genommen haben, steht der Mijewir (Hüter des lokalen Tempels) auf, legt die Hände vor sich aufeinander und sagt: »Oh, Oberhaupt der Erzähler (Qewals), Du, Vertreter des weißen Flusses, der Torwächter des Sheikh Adi, Mir und Baba Sheikhs, ihr seid uns besuchen gekommen und unterrichtet uns über die Doktrinen unserer Religion. Ich grüße Euch im Namen der Dorfbewohner und aller Teilnehmer. Wir würden gerne von Euch, den Qewals, über Tausî Melek, Sheikh Adi und unsere Vorfahren hören.« Anschließend halten die Qewals eine Rede über die ethischen Werte der Zusammenarbeit, der gegenseitigen Hilfe, der Solidarität und des religiösen Glaubens. Dann rezitiert das Oberhaupt der Qewals eine Reihe von heiligen Gedichten und Erzählungen und gibt den Yeziden Rat in religiösen oder auch alltäglichen Fragen. […] Schließlich wird das von den Dorfbewohnern vorbereitete Mahl verzehrt. Am Ende erhält das Oberhaupt der Qewals, Bave Qewal, die – meist aus Geld bestehenden – Almosen, die der Mijewir von den Dorfbewohnern eingesammelt hat und die er nun überreicht. Dann verlassen die Qewals das Dorf und machen sich auf den Weg ins nächste Dorf.“

Der Ṭawûs geran erfüllt somit verschiedene wichtige Funktionen: die jesidischen Gemeinden werden in religiösen Fragen unterrichtet, Streitigkeiten und Konflikte können vorgetragen und gelöst werden und Spenden werden zugunsten des Mīrs eingesammelt.

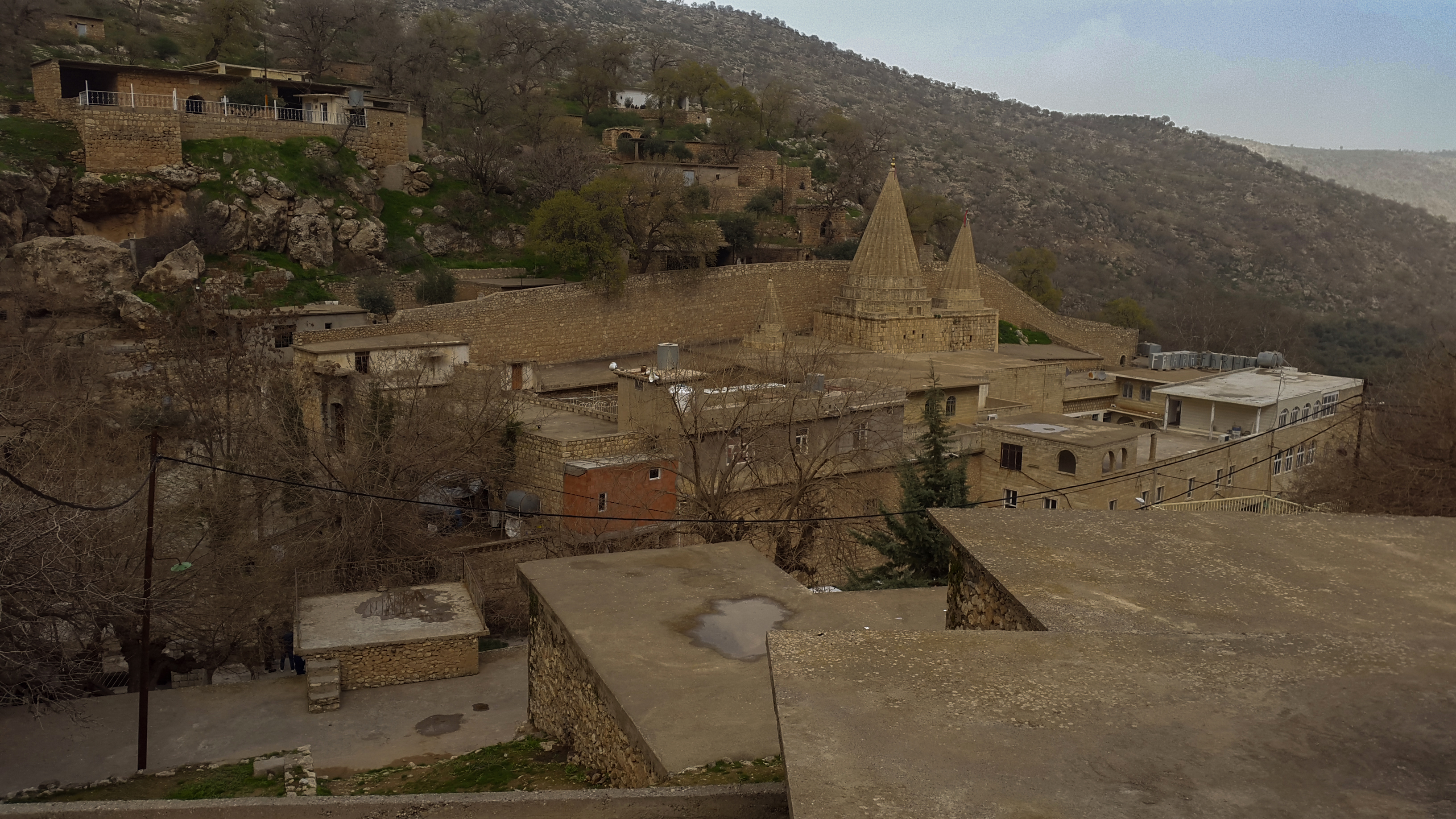
Panoramablick auf einige Heiligtümer in Lalisch

### Versammlungsfest
Das jesidische Versammlungsfest (arabisch: ʿĪd al-Ǧamāʿīya, kurdisch: Cejna Cemaʿîye), auch Scheich ʿAdī-Fest (Cimaʿiya Şexʿadi) genannt, stellt den Höhepunkt und das wichtigste Fest im jesidischen Jahreskreislauf dar. Es findet stets vom 23.–30. September nach julianischem Kalender (also vom 6. bis zum 13. Oktober nach gregorianischem Kalender) in Lalisch statt. Nach Möglichkeit soll jeder Jeside und jede Jesidin daran teilnehmen und zu diesem Anlass nach Lalisch pilgern. Der jesidischen Tradition zufolge treffen sich zeitgleich die sieben Mysterien, um über das Geschick der Welt im kommenden Jahr zu entscheiden. Das Versammlungsfest in Lalisch, bei dem sich die jesidische Führungselite sowie die Gläubigen treffen, spiegelt also die Versammlung der Mysterien auf der Erde wider.

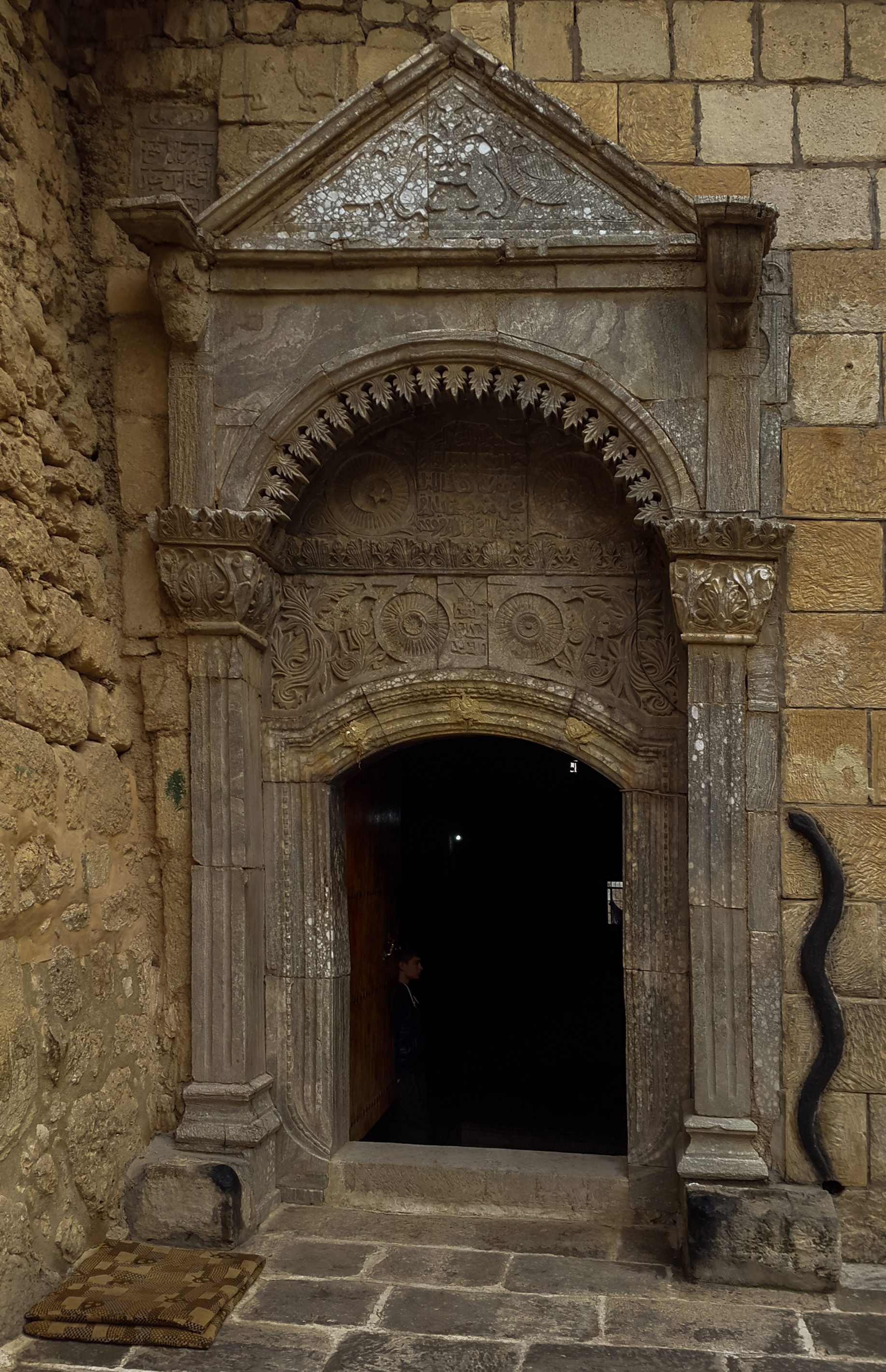
Eingang zum Grab Scheich ʿAdīs in Lalisch. Rechts an der Wand die schwarze Schlange, welche die Arche Noah vor dem Untergehen bewahrte

Am ersten Tag ziehen die Pilger an das untere Ende des Lalisch-Tales, wo sich die Silat-Brücke (Pira Silat) befindet, die den heiligen vom profanen Bereich trennt. Die Pilger ziehen sich die Schuhe aus, waschen sich drei Mal die Hände in dem Wasser unter der Brücke, überschreiten mit Fackeln drei Mal die Brücke und sprechen dabei: „Die Silat-Brücke, auf der einen Seite ist die Hölle, auf der anderen das Paradies.“ Dann begeben sie sich in den oberen Bereich des Tals und singen religiöse Hymnen. An der Prozession nimmt das gesamte religiöse Personal der Jesiden teil: der Mīr, der Baba Schaich, der Peschimām, der Baba Tschawūsch und weitere. So gelangen sie bis zum Grab Scheich ʿAdīs, wo sie zunächst dreimal im Vorhof im Kreis laufen, bevor die Würdenträger den inneren Hof betreten. Dort küssen sie das Eingangsportal zu Scheich ʿAdīs Grab (kurdisch: Derîya Kapî) und nehmen im Innenhof um einen Leuchter herum ihre Plätze ein. Die Laien, die der Prozession gefolgt sind, versammeln sich zeitgleich in den Galerien des Heiligtums, ohne den eigentlichen Innenhof zu betreten. Dort führen einige der Scheichs und der Feqirs einen Tanz auf. Dabei werden sie von Mitgliedern der Priesterklasse der Qewals begleitet, die auf Tamburinen und Flöten spielen und zusammen mit den Tanzenden heilige Qewls singen. Während dieses als Semāʿ, als Zeremonie des Zuhörens, bezeichneten Rituals tragen die Geistlichen besondere Kleidung: die Scheichs sind in weiß, die Feqirs in braun und mit einem schwarzen Turban und die Qewals in schwarz und weiß gekleidet. Jeden Abend des Versammlungsfestes werden diese Zeremonien des Zuhörens, die üblicherweise mehrere Stunden andauern, wiederholt. Für jede von ihnen ist dabei eine andere geistliche Familie zuständig. Ursprung dieser sieben Zeremonien des Zuhörens ist laut jesidischer Tradition ein Befehl Gottes an die Engel, „Adam sieben Mal zu umkreisen, damit er beseelt werde“.
Ein weiteres Ritual, das während des Versammlungsfestes täglich durchgeführt wird, ist die allmorgendliche Verteilung des sogenannten heiligen Mahls Simat, einem Gericht aus gekochtem Fleisch und Weizen, an die Pilger. Dies wird auf eine Tradition zurückgeführt, nach der Scheich ʿAdī ebenfalls in Lalisch Gäste bewirtet haben soll. Einzig am sechsten Tag des Versammlungsfestes wird stattdessen das Simat Çil Mêran, das Mahl der vierzig Heiligen, ausgegeben. Dieses besteht nur aus Fleisch und ihm wird eine besondere Kraft zugesprochen: nach jesidischen Glauben genügt bereits der Verzehr eines kleinen Stückes, um ein ganzes Jahr gesund zu bleiben und vor Bösem geschützt zu sein. Über den Ursprung des Mahls der vierzig Heiligen wird folgendes erzählt: „Sheikh Adi und Sheikh Schems hatten sich gestritten, und Sheikh Schems hat aus Ärger und Wut Lalish verlassen. Nach sieben Jahren ist dann ein Bote zu Sheikh Adi gekommen und hat die Nachricht gebracht, daß Sheikh Schems auf dem Weg nach Lalish sei. In der Küche wurde das traditionelle Simat, Fleisch mit Weizen, vorbereitet. Von der guten Nachricht überrascht, vergaß man, den Weizen mit dem Fleisch zusammen zu kochen. Die Fleischstückchen wurden zur Brücke der Begrüßung (Pira Silava) gebracht und Sheikh Schems zur Begrüßung angeboten. Seitdem wird auch dieses Simat vorbereitet und verteilt.“
Am vierten Tag des Versammlungsfestes wird die Zeremonie Parî Suwar Kirin durchgeführt, bei der religiöse Würdenträger farbige Stoffe, die üblicherweise den Sarkophag und die Säulen im Grabheiligtum Scheich ʿAdīs bedecken, abnehmen und zur heiligen „weißen Quelle“ (Kanîya Sipî) bringen. Dort werden die Stoffe im Wasser der Quelle getauft und Gebete gesprochen, bevor sie wieder an ihren angestammten Platz gebracht werden.
Den Höhepunkt der Feierlichkeiten bildet das Bullenopfer, Qebaġ, am fünften Tag des Versammlungsfestes. Mitglieder der jesidischen Stämme der Mamusi, Qaidi und Tirk rennen zunächst vom nahegelegenen Berg Arafat nach Lalisch hinunter und feuern dabei Gewehrsalven. Anschließend führt der Baba Scheich das Opfertier zum Ort der Schlachtung: entweder beim Heiligtum Scheich ʿAdīs oder Scheich Schems. Während dieser Prozession versuchen Männern der Stämme Mamusi und Qaidi in einer theaterähnlichen Inszenierung den Bullen zu stehlen. Sie werden jedoch von den anwesenden, mit Stöcken ausgestatteten Pilgern vertrieben und der Bulle wird dem Mīr als Geschenk überreicht, der ihn dann zum Ort der Schlachtung bringt. Dort führen einige Jesiden einen besonderen Tanz (Govenda Heft Rêz) auf und Qewals spielen Musik. Das Fleisch des Bullen wird später als Simat an die Pilger verteilt.

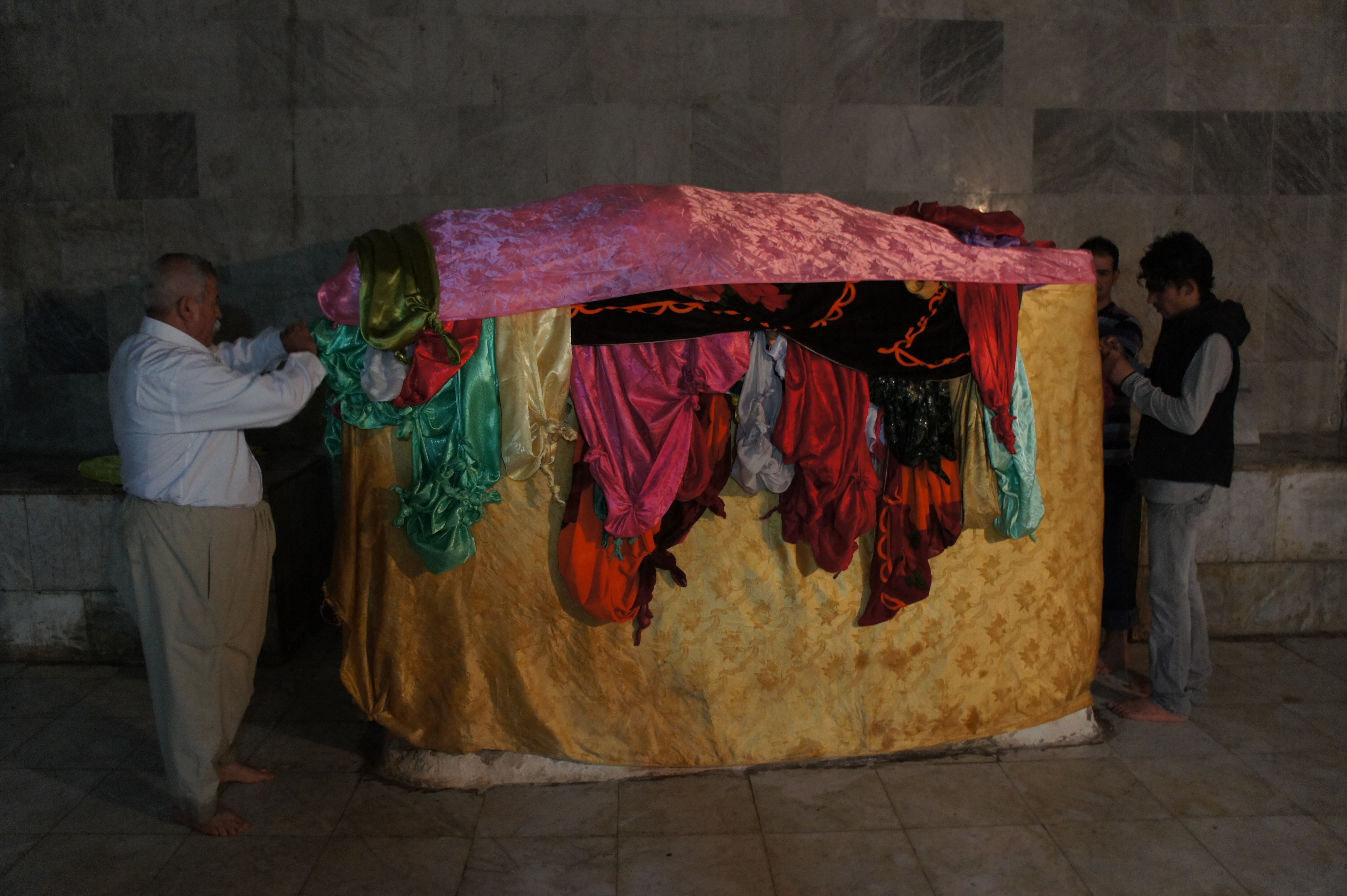
Der Sarkophag von Scheich ʿAdī in Lalisch

Am sechsten Tag des Versammlungsfestes beginnt die Zeremonie Berê Shibakê, die am darauffolgenden Tag weitergeführt wird. Sie dient des Gedenkens an den Todestag Scheich ʿAdīs, der laut jesidischer Tradition eben am sechsten Tag des Versammlungsfestes stattgefunden haben soll. Die Jesiden glauben, dass Scheich ʿAdīs Körper nach seinem Tod auf einer Bahre, die auch unter der Bezeichnung takht bekannt ist, transportiert wurde. Die Bahre gleicht dabei einem Rahmen aus vier Stäben, zwischen die Fäden gespannt werden, sodass sie ein rechteckiges Netz bilden, das mit einem Tuch bedeckt wird. Während des Jahres bewahrt der Stamm der Bargayî die Bahre in Beḥzanê auf – nur anlässlich der Zeremonie Berê Shibakê wird sie von dem Stamm nach Lalisch gebracht. Dafür bringen Mitglieder des Stammes die Bahre in einem bunten Behälter am sechsten Tag des Versammlungsfestes nach Berê Silat nahe der Silatbrücke. Dort treffen sie auf religiöse Würdenträger wie den Baba Schaich, Feqirs und Qewals, die vom Heiligtum Scheich ʿAdīs in einer feierlichen Prozession von Musik begleitet dorthin gezogen sind. Anschließend kehren alle gemeinsam mit der Bahre zum Heiligtum Scheich ʿAdīs zurück, wo die Bahre für die Fortsetzung der Zeremonie am nächsten Tag vorbereitet wird. An eben diesem siebten Tag des Versammlungsfestes wird die Bahre heraus aus von der Grabstätte Scheich ʿAdīs in den inneren Vorhof zur Quelle Kanîya Kêlokê gebracht und dort mit Wasser benetzt. Danach wird die Bahre zunächst wieder in das Heiligtum Scheich ʿAdīs und dann vom Stamm der Bargayî nach Beḥzanê zurückgebracht.
Am achten und letzten Tag des Versammlungsfestes werden – wie Issa beschreibt – „tagsüber drei Semayen wiederholt. Eine Prozession führt vom Sheikh-Adi-Heiligtum zum Ort der ersten Sema, dem Heiligtum von Sheshims. Dabei spielen die Qewals Musik, und ein Würdenträger, der die alte Kleidung Sheikh Adis trägt, schließt sich ihnen an. Ihm folgen Würdenträger, die mit einem weißen Wollumhang bekleidet sind und gemäß yezidischer Tradition die sieben Engel symbolisieren. Das Ende der Prozession bilden der Baba Sheikh und weitere Mitglieder des Geistlichen Rates.“
Dadurch, dass zum Versammlungsfest Jesiden aus aller Welt anreisen, stärkt das Fest das Gefühl der Zusammengehörigkeit der jesidischen Gemeinschaft. Auch die Beziehung der Priesterklassen zu den Laien, den sogenannten Muriden, wird vertieft. Die Stimmung in Lalisch während des Versammlungsfestes lässt sich als sehr „ausgelassen“, „heiter[…] und fröhlich[…]“ beschreiben. Marktstände werden in Lalisch aufgebaut, an denen Getränke, Nahrung, aber auch Spielzeug erworben werden können und ein Jahrmarkt bietet verschiedene Möglichkeiten des Zeitvertreibs.

### Scheich-Schems-Fest, Fest der ehrwürdigen Vorfahren und Ezid-Fest

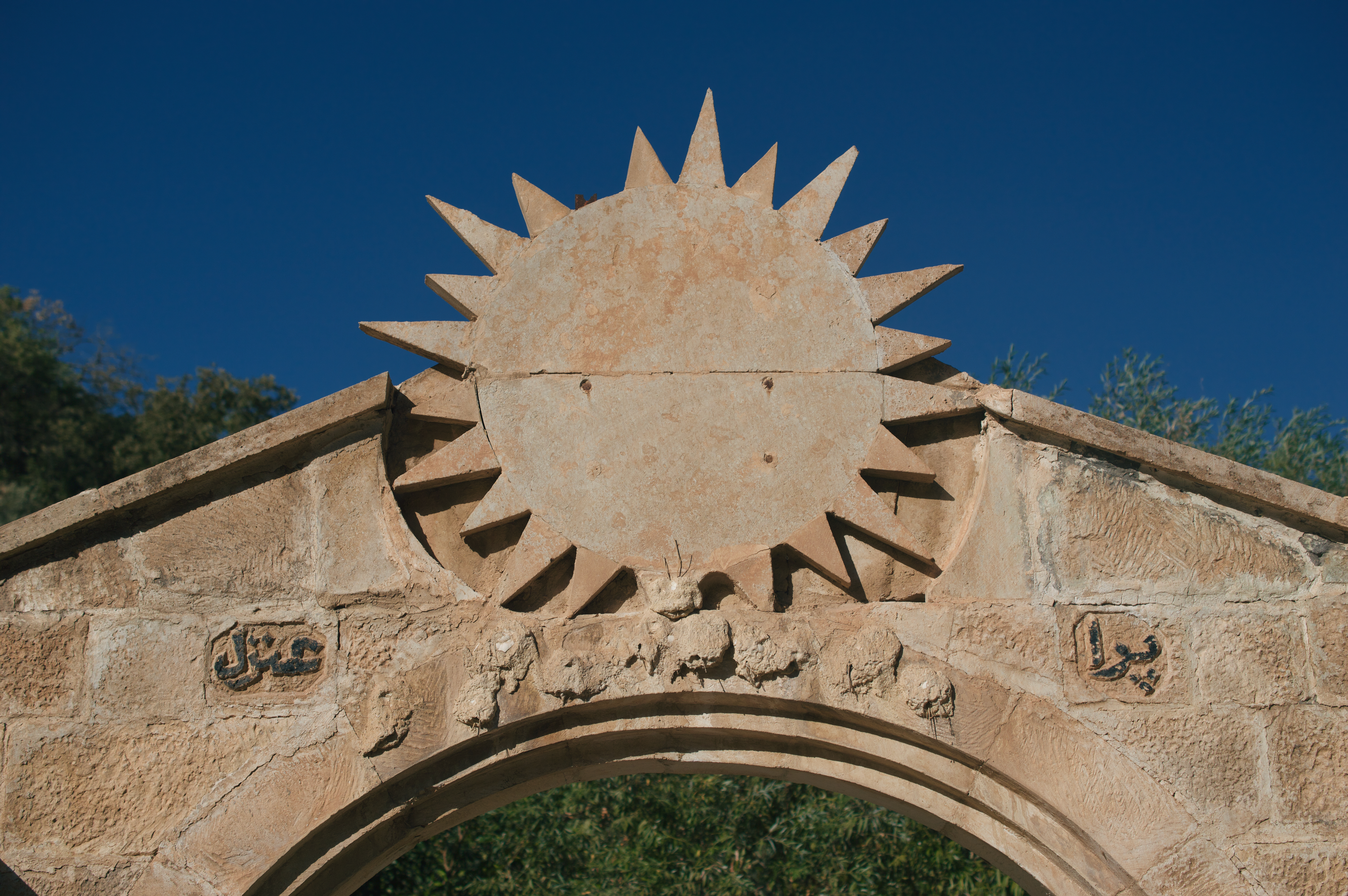
Anzal Brücke in Lalisch

Am Dienstag zwischen dem 14. und dem 20. November nach julianischem Kalender (das heißt zwischen dem 27. November und 3. Dezember nach gregorianischem Kalender) beginnt eine dreitägige Fastenzeit zu Ehren von Scheich Schems, die auf Kurdisch Rojiye Sheshims genannt wird. Dabei stehen die Jesiden noch vor Sonnenaufgang auf und nehmen ein kleines Frühstück, das sogenannte Pashiv, ein. Dann fasten sie bis zum Sonnenuntergang, nach dem sie eine gemeinsame Mahlzeit, Fitar genannt, zu sich nehmen. Nachdem von Dienstag bis Donnerstag gefastet wurde, brechen die Jesiden das Fasten am Freitag. Dabei ist die Feier am Freitag ebenfalls Scheich Schems gewidmet. In der Woche darauf wiederholen sich die drei Fastentage von Dienstag bis Donnerstag und ein feierliches Fastenbrechen am Freitag, diesmal zu Ehren der ehrwürdigen Vorfahren (Khodan). Die Fastentage der zweiten Fastenwoche werden Rojiyen Khodanen genannt. Den Höhepunkt des Fastenzyklus stellt die dritte Fastenzeit von Dienstag bis Donnerstag in der darauf folgenden Woche dar, die für alle Jesiden Pflicht ist. Sie ist Ezid, also Gott, gewidmet. Am Freitag wird ein großes Fest zu Ehren Gottes gefeiert, bei dem gesungen und getanzt wird. Oft werden hierzu auch muslimische und christliche Nachbarn eingeladen. Da das Ezid-Fest in die Woche vor der Wintersonnenwende fällt, wird sein Ursprung im Mithraismus vermutet, in dem die Verehrung der Sonne eine zentrale Rolle einnahm. Auch im Jesidentum gilt die Sonne als Symbol Gottes.

### Belendan
Belendan oder auch Bêlinde ist ein Feiertag zu Ehren der Toten. Er findet im Winter statt. Anlässlich des Feiertages wird ein spezielles Brot, Sawuk, gebacken. In dem Brot wird eine Rosine oder Dattel mit eingebacken, und der Person, die sie isst, soll Glück beschert werden. Es werden außerdem die Gräber der Verstorbenen besucht, wobei Nahrungsmittel dorthin mitgebracht werden. Brot wird auch an Bedürftige oder Nachbarn verteilt.

### Batizmi
Das Batizmi-Fest wird nur von Jesiden gefeiert, die ursprünglich aus dem Tur Abdin, einer Region im Südosten der Türkei, stammen. Dazu gehören der Stamm der Kelikan, der Shemikan, der Dasikan und der Bajolan, die auch als sogenannte Çelka-Jesiden bezeichnet werden. Bei ihnen wird dem Batizmi-Fest ein hoher Stellenwert eingeräumt. Es wird zu Ehren des Heiligen Pir Ali, auch Piyali genannt, begangen, der der Tradition zufolge bereits vor Scheich ʿAdī lebte. Dieser legendäre Heilige stammt demzufolge aus dem Dorf Derdil im heutigen Türkisch-Kurdistan und wurde bekannt als Prediger und Wundertäter zwischen Tur Abdin und dem Sindschar-Gebiet. Einige der Legenden, die sich um Pir Ali ranken, gibt Issa wie folgt wieder: 
„Er suchte Arbeit als Schäfer bei den Mönchen eines christlichen Klosters in Tur Abdin. Die Viehherde, die er betreute, vermehrte sich erstaunlich schnell, und die Schafe wurden auch im Winter satt, obwohl kaum Nahrung vorhanden war. Dies brachte den Abt zum Staunen, so dass er einen Mann damit beauftragte, den Hirten heimlich zu beobachten, um so hinter dessen Geheimnis zu kommen. Der Mann beobachtete den Pir mit großer Aufmerksamkeit und stellte fest, dass der Pir Gott anrief, um grünes Gras und sauberes Wasser bat und dazu mit seinem Stab auf die Erde schlug. Gott, der Allmächtige, erfüllte seine Bitte, und die Landschaft um ihn verwandelte sich in eine grüne Weide mit frischem Wasser und viel saftigem Grad. Mehrere Mönche beobachteten danach unabhängig voneinander Pir Ari, und alle berichteten dasselbe.
Der Pir suchte später in Begleitung eines Mönches die Yeziden auf, in der Hoffnung, sie in ihrem yezidischen Glauben zu festigen. Sein Können, seine Frömmigkeit und Gottesnähe stellte er dabei unter Beweis, und zwar so: Die Stämme der Yeziden hatten sich versammelt und eine Kuh geschlachtet. Nun verlangten sie von dem Pir, sie wieder lebendig zu machen. Er fügte Haupt und Leib, die getrennt waren, wieder zusammen. Dabei rief er laut: «Mit Hilfe des Allächtigen, stehe auf, er schenkt dir zum zweiten Mal das Leben!» Die Kuh stand auf, und fortan glaubten die Yeziden, dass er tatsächlich ein Wundertäter sei. Als Strafe für die Stämme, die an seinen Fähigkeiten gezweifelt hatten und erst nach dem vollbrachten Kuhwunder an ihn glaubten, gab er ihnen den Beinamen Çelkan – zu Deutsch: diejenigen, die eine Kuh brachten.“
Das genaue Datum des Batizmi-Festes variiert von Dorf zu Dorf zwischen Ende Dezember und Anfang Januar. Es dauert aber stets eine Woche und weist den gleichen festgelegten Ablauf auf. Es beginnt am Sonntag mit der sogenannten Sershok u Cilshok, dem Putzen des Hauses und dem Waschen der Kleidung. Am Montag und Dienstag wird der Toten gedacht (Nane Miriyan), wobei einigen Jesiden auch fasten. Am Mittwoch wird ein Opfertier geschlachtet (Pezguran), wovon sieben Teile, die Herheft perchen Piyali genannt werden, separat zu Ehre Pir Aris zubereitet werden. Am Donnerstag beginnen die Feierlichkeiten, wobei die Jesiden bis Freitagmorgen wach bleiben. Dies nennt man Shevronik und es wird getanzt, musiziert und man spielt traditionelle Spiele. Religiöse Würdenträger tragen außerdem Gebete und Qewls vor. Während der folgenden Feiertage bis einschließlich Samstag oder Sonntag besucht man Freunde und Verwandte und es werden besondere Speisen zubereitet: Sewik, ein besonderes Brot mit Speck, sowie eine Joghurtspezialität namens Mehira Rahb. Ferner werden Kerzen (Chira) aus weißem Stoff und dem Fett des Opfertiers hergestellt. Die sieben besonderen Stücke Fleisch des Opfertiers werden zusammen mit sieben hergestellten Kerzen, sieben Handvoll Rosinen und Broten zusammen angerichtet und symbolisch vor dem Sitz Pir Aris niedergestellt.

### Das Chidr-Ilyās- oder Chidir-Nebi-Fest
Das Chidr-Ilyās-Fest wird am ersten Donnerstag im Februar nach julianischem Kalender (also am ersten Donnerstag nach dem 14. Februar nach gregorianischem Kalender) zu Ehren des Heiligen Chidr-Ilyās begangen. Dieser Heilige ist auch im Christentum unter dem Namen Elias und im Islam als al-Chidr bekannt. Er gilt als Schutzpatron der Kranken, Reisenden und Armen und als Heiliger des Lebens und Wassers, der Gesundheit und der Genesung. Vor dem Festtag fasten manche Jesiden für drei Tage. Anlässlich des Feiertages werden besondere Speisen zubereitet, wie beispielsweise Pekhun, große Kugeln aus Mehl und dickflüssigem Traubenzucker. Besonders beliebt ist das Chidr-Ilyās-Fest bei Jesiden in Armenien und Georgien, aber auch im Mittleren Osten.
Nach anderen Angaben wird das Fest nicht am ersten Donnerstag im Februar nach julianischem Kalender gefeiert, sondern erst einen Tag darauf, und derjenige, zu dessen Ehren das Fest abgehalten wird, heißt nicht Chidr-Ilyās, sondern Chidir Nebi („Chidr, der Prophet“), der als Schutzpatron der Liebe gilt. Allerdings tritt bei den meisten Jesiden al-Chidr nicht in seiner einfachen Form, sondern als Doppelheiliger mit dem Namen Chidr-Ilyās auf.

## Bewegliche Feiertage nach dem islamischen Lunarkalender
Im Jesidentum werden neben den festen auch drei bewegliche Feiertage begangen. Diese orientieren sich am islamischen Lunarkalender und stellen Pendants zu islamischen Feiertagen dar.

### Ramadan-Fest
Das Ramadan-Fest stellt ein Gegenstück zum islamischen Fest des Fastenbrechens dar, auch wenn es zwei Tage früher gefeiert wird. Der Grund hierfür liegt der jesidischen Tradition zufolge darin, dass Scheich Kal Schamsan, ein Anhänger Scheich ʿAdīs, nach einer zweijährigen Gefangenschaft zwei Tage vor Ende der Fastenzeit nach Lalisch zurückkehrte. Dies erfüllte Scheich ʿAdī mit einer solchen Freude, dass er anordnete, sofort ein Fest zu feiern. Kreyenbroek zufolge bezieht sich diese Tradition auf Scheich ʿAdī ibn Musāfir. Laut Açıkyıldız ist hiermit dagegen Scheich ʿAdī II gemeint.

### ʿArafāt-Fest und Taj Hilla
Während der islamischen großen Pilgerfahrt nach Mekka, dem Haddsch, verweilen Muslime an einem Tag, dem 9. Dhū l-Hiddscha, in der Ebene von ʿArafāt bei Mekka. Bereits einige Tage zuvor treffen jesidische religiöse Würdenträger in Lalisch ein. Am 9. Dhū l-Hiddscha steigen sie auf den Berg ʿArafāt im Lalischtal. Bei Sonnenuntergang rennen sie vom Berg hinunter zum Heiligtum Scheich ʿAdīs, wo sie ihre Hände und Gesichter in der heiligen Quelle Zemzem waschen. Anschließend besuchen sie die heiligen Stätten in Lalisch, wobei sie religiöse Qewls singen. Für diesen Anlass wird außerdem ein Tier geschlachtet und ein besonderes Gericht aus Fleisch und geschrotetem Getreide zubereitet. Laut Kreyenbroek und Rashow sind diese auffälligen Parallelen zum islamischen Brauch möglicherweise so zu deuten, dass die frühe jesidische Gemeinschaft Lalisch als wesensmäßig identisch mit den heiligen Stätten in und um Mekka betrachtet hat.
Maisel berichtet darüber hinaus von einem Brauch namens Taj Hilla, der am Tag des muslimischen Opferfestes, also am 10. Dhū l-Hiddscha, bei Jesiden in Kurdistan, die nahe bei muslimischen Gemeinden wohnen, begangen wird. Im Zentrum dieses Feiertages stehen sieben Stücke wollenen, dunkelbraunen Stoffes, die ebenfalls Taj Hilla genannt und als heilig erachtet werden. Es existieren mehrere Exemplare davon. Das erste Taj Hilla wurde der Legende gemäß von Abraham aus dem Haar des Widders gefertigt, den Abraham an Ismaels Stelle geopfert hat. Es bestand aus einer Krone, einem kleinen Hut, der unter der Krone getragen wird, einem Hüftband, einem Haarband, einem Mantel, einer kleinen Tasche und einem Gürtel. Die Taj Hillas werden in speziellen Behältnissen von ausgewählten Familien in deren Häusern verwahrt. Am Feiertag selbst kommen Geistliche und Bewohner des Dorfes zu den Häusern der Hüter, wo die Objekte auf einem altarähnlichen Podium präsentiert und geweiht werden. Die Besucher berühren und küssen die Stoffe und ein Tier wird geschlachtet. Nach einer gemeinsamen Mahlzeit werden Gebete und heilige Qewls rezitiert. Nachdem die Besucher wieder gegangen sind, verstecken und verwahren die jeweiligen Familie die ihnen anvertrauten Taj Hillas wieder.

### Sheva Berat
Als letztes bewegliches jesidisches Fest ist außerdem Sheva Berat zu nennen. Auch wenn einige Forscher darin ein jesidisches Pendant zum muslimischen Fest Laylat al-Qadr sehen, betont Kreyenbroek, dass Sheva Berat in Wahrheit das jesidische Gegenstück zur muslimischen Nacht der Vergebung (Lailat al-Barā'a) ist. Sowohl Sheva Berat wie auch die islamische Nacht der Vergebung finden am 15. des Monats Schaʿbān statt. Auf jesidischer Seite kommen hierzu sowohl religiöse wie auch weltliche Würdenträger am Heiligtum Scheich ʿAdīs in Lalisch zusammen. Besonders für die Nachkommen Scheich ʿAdīs, die sogenannten Ādanīs, hat dieser Feiertag Bedeutung, und sie vollziehen bei dieser Gelegenheit eine Form des islamischen rituellen Gebets Salāt. Dabei werden sie traditionell von Nachfahren von Ēzdīna Mīr, den sogenannten Schamsānīs, unterbrochen, die die Gebetsmatten der Ādanīs verstecken. Auch wenn dies heutzutage eher im Spaß geschieht, weist diese Tradition laut Kreyenbroek frühere Spannungen bezüglich der generellen Frage der Zulässigkeit dieses islamischen Ritus hin.